# Le Voyage de la grande-duchesse

Le Voyage de la grande-duchesse est un téléfilm franco-suisse réalisé par Joyce Buñuel et diffusé le 27 août 2003 sur France 2.

## Fiche technique
- Réalisation : Joyce Buñuel
- Scénario : Nicole Jamet
- Musique : Jean-Marie Sénia
- Durée : 93 min
- Genre :

## Distribution
- Anny Duperey : Alice / Eva
- François Marthouret : Monclar
- Jean-Marie Winling : Pierre
- Philippe Khorsand : Martinot
- Nicole Bachmann : Marina
- Jean-Alexandre Blanchet : Denis Rouchot
- Constance Dollé : Isabelle